# Туров, Пётр Николаевич
Пётр Николаевич Туров (1865 — ?) — русский военачальник, генерал-лейтенант. Участник похода в Китай 1900—1901 годов, русско-японской и первой мировой войны.

## Биография
Образование получил в Иркутской военной прогимназии. В службу вступил 28.07.1883. Окончил Иркутское пехотное юнкерское училище. Из училища выпущен подпоручиком (16.03.1889) в 4-й Восточно-Сибирский стрелковый батальон. Поручик (16.03.1893). Штабс-капитан (06.05.1900).
Участник похода в Китай 1900—1901 гг. Участвовал во взятии фортов Таку, за что был награждён орденом Св. Георгия 4-й степени (08.07.1900). Капитан (06.05.1901). Подполковник (ст. 26.02.1904).
Участник русско-японской войны 1904—1905 гг. Командир 10-го Восточно-Сибирского стрелкового полка (21.09.1904-09.03.1905). Был ранен. Командир Гродненского крепостного пехотного батальона (14.09.1905-12.02.1907). Полковник (30.12.1905; за боевые отличия).
Командир 161-го пехотного Александропольского полка (12.02.1907-07.07.1914). Генерал-майор (пр. 26.01.1914; ст. 30.12.1909; на основании Георгиевского статута). Назначен командиром 1-й бригады 28-й пехотной дивизии с зачислением по армейской пехоте (07.07.1914). Назначен командиром бригады 72-й пехотной дивизии (29.07.1914). После тяжелых потерь на отходе 1-й армии из Восточной Пруссии 72-я пехотная дивизия была расформирована. Туров получил назначение командиром 1-й бригады 26-й пехотной дивизии. С 18.09.1914 вр. командующий 26-й пехотной дивизией (после эвакуации генерал-лейтенанта Порецкого по болезни). Командующий 38-й пехотной дивизией (13.05.-10.10.1915). Отчислен от должности с назначением в резерв чинов при штабе Двинского ВО (10.10.1915). Переведён в резерв чинов Петроградского ВО (с 12.01.1916). На 10.07.1916 в том же чине и должности. Произведён в генерал-лейтенанты с увольнением от службы за болезнью с мундиром и пенсией (26.06.1917).